# Otets Sergij
|  | For den russiske stumfilm fra 1918 af samme navn, se Pater Sergius |
Otets Sergij (russisk: Отец Сергий, da.: Pater Sergius) er en sovjetisk spillefilm fra 1978 af instrueret af Igor Talankin.
Filmen er en filmatisering af Lev Tolstojs novelle af samme navn. 

## Medvirkende
- Sergej Bondartjuk som Stepan Kasatskij / Sergij
- Valentina Titova som Marija Korotkova
- Vladislav Strzjeltjik som Nikolaj I
- Nikolaj Gritsenko som General Korotkov
- Boris Ivanov